# Robert Riskin
Robert Riskin (30. marts 1897 – 20. september 1955) var en amerikansk Oscar-vindende manuskriptforfatter og dramatiker, bedst kendt for sit samarbejde med filminstruktør og producer Frank Capra.

## Tidligt liv
Robert Riskin blev født i New York Citys Lower East Side til jødiske forældre, Bessie og Jakob, som var emmigreret fra Det Russiske Kejserrige for at flygte fra værnepligten. Han og hans to brødre og to søstre talte Jiddisch da de voksede op. Som Vaudevilleentusiast, benyttede teenageren Riskin, enhver lejlighed for at snige sig ind i teatret og se forestillingerne. Han var særlig fan af komikerne, der optrådte der, og han skrev deres vittigheder i en notesbog, han havde med sig.
Mens han stadig var teenager, tog Riskin et job hos et firma, der fremstillede skjorter, Heidenheim and Levy. Firmaets partnere havde en bibeskæftigelse, der investerede i den nye filmindustri. De sendte den sytten år gamle Riskin til Florida for at lede et produktionsfirma for dem. Riskin lavede nogle kortfilm inden han blev ansat i hæren under første verdenskrig.

## Karriere
Efter slutningen af krigen vendte Riskin tilbage til New York City, hvor han, i samarbejde med en ven, fik succes ved at producere skuespil til Broadway. Riskin begyndte som dramatiker og skrev for mange lokale teatre i New York City. To af hans skuespil, Bless You, Sister og Many a Slip, var særligt succesfulde. Riskin fortsatte sin Broadway-karriere indtil Wall Street-krakket i 1929 og Depressionen var årsag til at mange teatre måtte lukke.
Lydfilmen var lige blevet opfundet, og manurskriptforfattere, som kunne skrive dialog of var erfarne med scenearbejde, var nødvendige. Riskin erkendte at han havde den rigige erfaring og greb muligheden og flyttede til Hollywood.
Han flyttede i 1931 efter Columbia Pictures havde købt filmrettighederne til flere af hans skuespil. Hans første samarbejde med instruktøren Frank Capra var Barbara Stanwyck-filmen The Miracle Woman fra 1931, der var en filmatisering af hans skuespil Bless you, Sister.
Riskin skrev flere film for Columbia, men det var hans række af hits med Capra, der bragte ham anerkendelse. Riskin modtog nomineringer til en Oscar for sine manuskripter til fem Capra film: Lady for en dag fra 1933, Det hændte en nat fra 1934, for hvilken han vandt Oscaren, En gentleman kommer til byen fra 1936, med Gary Cooper og Jean Arthur, Du kan ikke tage det med dig fra 1938 med Lionel Barrymore og James Stewart og Her kommer brudgommen fra 1951 med Bing Crosby og Jane Wyman.
Riskin sluttede sig til Capra i et uafhængigt produktionsfirma i 1939. Efter deres første film, Vi behøver hinanden fra 1941, blev samarbejdet opløst. Riskin samarbejdede aldrig med Capra igen.
Da USA gik ind i Anden verdenskrig sluttede han sig til Office of War Information i 1942, hvor han organiserede OWI's oversøiske division.
Han vendte tilbage til Hollywood 1945 med manuskriptet til The Thin Man Goes Home.
Robert Riskin fik et slagtilfælde i 1950, hvorfra han aldrig kom sig. Hans kone Fay Wray tog sig af sin mand som sygeplejerske. Han døde i september 1955 i en alder af 58 af komplikationer fra et slagtilfælde.